# CGNAT
CGNAT, англ. Carrier-grade NAT, NAT операторского класса — механизм трансляции сетевых адресов на оборудовании операторов Интернета, который даёт им возможность продлить использование закончившегося адресного пространства IPv4, отодвинуть и упростить переход на IPv6.
CGNAT добавляет ещё один уровень трансляции к обычному (пользовательскому или корпоративному) NAT.

## Технологии
Слова «Carrier-grade» (операторского класса) в названии CGNAT являются чисто топологическим классификатором: в случае CGNAT устройство NAT расположено в сети провайдера и может транслировать трафик  множества его абонентов, при этом абоненты не имеют контроля над такой трансляцией (в случае типичного NAT на клиентском маршрутизаторе абонент провайдера имеет полный контроль над трансляцией адресов IP в установленном на его территории маршрутизаторе).
Провайдерский CGNAT может использовать следующие механизмы:
- NAT444 — провайдер выдаёт пользователю приватный адрес IPv4 и на своём маршрутизаторе преобразует приватный адрес своей сети в публичный адрес IPv4, в результате IP-пакеты оборудования его клиента попадают в интернет через две трансляции NAT44;
- NAT64[англ.]  — провайдер выдаёт пользователю адрес IPv6 и его шлюз NAT64 осуществляет трансляцию запросов клиента к DNS IPv6: шлюз производит трансляцию DNS64 и пересылает пакеты между IPv6 и IPv4 (адреса IPv4 являются подмножеством адресов IPv6).

### NAT444
NAT444 представляет собой двойное преобразование адресов оконечного оборудования: сначала на пользовательском оборудовании (граничном маршрутизаторе) производится трансляция адреса локальной сети в адрес, выданный провайдером этому абоненту, затем на оборудовании провайдера адрес внутренней сети провайдера преобразуется в публичный адрес Интернета. В такой схеме адрес сети провайдера, технически представляющий собой адрес приватной сети, для его абонента является внешним.
Серьёзным ограниченим NAT444 является относительно малое число одновременных соединений на одного клиента, что ухудшает у абонентов оператора работу технологий, требующих большого числа соединений, например, AJAX или RSS.
Инструментарий NAT444 разработан на время перехода с IPv4 на IPv6, на период сосуществования IPv4 и IPv6.